# Peter Moser (Koch)
Peter Moser (* um 1960 am Bodensee) ist ein Schweizer Koch.

## Werdegang
Moser wuchs auf einem Bauernhof auf. Bei der Ausbildung in Baden-Baden wurde im Elsass sein Interesse an der Nouvelle Cuisine geweckt. Dann wechselte er nach St. Moritz, wo er seine Frau kennenlernte, und dann zum Restaurant Bruderholz in Basel bei Hans Stucki (zwei Michelinsterne).
1986 begann er im Restaurant Les Quatre Saisons in Basel, wo er 33 Jahre kochte. 2015 wurde das Restaurant mit einem Michelinstern ausgezeichnet. 2019 ging er in den Ruhestand.

## Auszeichnungen
- 1994: Koch des Jahres von Gault-Millau Schweiz
- 2015: Ein Michelinstern für das Restaurant Les Quatre Saisons in Basel[3]